# Soñando así
Soñando así es el primer álbum de estudio como solista de Julio Andrade, lanzado en 1990; es este álbum destaca la famosa canción «Ángel de la guarda».

## Lista de canciones
1. Ángel de la guarda
2. Mar azul, cielo azul
3. Emily
4. Lima
5. Que está pasando en la ciudad
6. Soñando así
7. Negra tamalera